# 한종우 (축구 선수)
한종우(1986년 3월 17일 ~ )는 대한민국의 은퇴한 축구 선수이며 포지션은 미드필더였다.

## 축구인 경력

### 선수 경력
2009년 드래프트를 통해 전북 현대 모터스에 지명되어 프로 무대에 데뷔하였다. 하지만 리그 경기에는 출전하지 못하였고 2009 시즌 종료 후 용인시청에 입단하였다. 이후 목포시청을 거쳐 2012년 챌린저스리그의 부천 FC에 입단하였고 팀이 2013년 K리그 챌린지에 입성하며 다시 프로 무대를 밟았다.
2014년 시즌을 끝으로 부천 FC와 계약 만료되었으며 2015년 포천시민축구단에 입단하였다.
2016시즌을 앞두고 김포 시민축구단에 입단했다. 2021 시즌을 마지막으로 은퇴하였고, 김포 FC U-18팀의 코치를 맡게 되었다.